# Осипенко, Пётр Григорьевич
Пётр Григорьевич Осипенко укр. Петро Григорович Осипенко; род. 14 мая 1921, Диковка, Кременчугская губерния) — советский украинский юрист, прокурор Украинской ССР (1983—1990). Заслуженный юрист Украинской ССР (1981). Государственный советник юстиции 1-го класса (1983).

## Биография
Родился 14 мая 1921 года в селе Диковка (ныне в Александрийском районе Кировоградской области Украины).
В 1940 году окончил физико-математический факультет Кировоградского учительского института, в 1950 году — Харьковский юридический институт.
Участник Великой Отечественной войны. В органах прокуратуры с 1945 года.
Работал помощником прокурора, прокурором района в Кировоградской области. В 1950—1953 годах — прокурор следственного отдела прокуратуры Молдавской ССР.
С 1953 года — в прокуратуре УССР: прокурор следственного отдела, уголовно-судебного отдела по надзору за следствием в органах государственной безопасности.
В 1960—1968 годах — прокурор Киевской области. В 1968—1983 годах занимал должности заместителя и первого заместителя прокурора Украинской ССР.
В 1983—1990 годах — прокурор Украинской ССР.
Освобождён от должности в связи с выходом на пенсию в 1990 году.
Избирался депутатом Верховного Совета УССР Х и XI созывов.
Награждён 4 орденами и 16 медалями.